# SANPO
SANPOとは、テレビ東京で放映・製作されている番組と番組の数分の余った時間を使っているミニ番組。
放送時間は、テレビ東京で17:25 - 17:30。2007年10月1日から放送スタート。　
具体的には、旅番組・番組宣伝。また散歩と誤表記もされている。2008年3月31日に終了した。

## 概要
- さまざまな観光地や街、リゾート施設を紹介する旅番組。
- 番組宣伝も備えており、ある程度観光地等を紹介し終わったところでナレーターが「今日はこの番組でゆっくり過ごしましょう」といったような言葉のあとに「（出演者）のオススメ番組」と映し出されて番組宣伝映像が流れて終わる。
- 番組末期には、「（ロケ地）発　オススメ番組」になっている。
- 前番組にはスポンサーが付いていたのいもかかわらずスポンサーが付いていない。（番組宣伝番組のため。TBSのチャンネル☆ロックも同様）
- 新聞ではたいていは「SANPO」であるが、千葉日報などでは「散歩」である。
- ヘボン式ローマ字で`さんぽ`と書くときはSAMPOが正しい。

## 歴史
- 2007年10月1日：ミニ番組としてスタート
- 同年12月2週：初めて旅人が2人となる（以後廃止）
- 2008年2月3週：紹介する番組が2番組となる（以後は、まれに）
- 同年3月31日：半年の歴史に幕を閉じる。最終回では、総集編などではなく（前番組は総集編）08年2月5週と同じ地域でロケ。最後に、出演者が「明日は、あなたが江ノ島（ロケ地）をSANPO。」と告げ終了した。

## タイムテーブル
- 17:25 番組前に「ヤマダ電機　テレビショッピング」が放送される。
- 17:26:30 オープニング ナレーション「気になるあの街を、SANPO（さんぽ）」
- 17:26:40 - 17:28:25 旅人が旅をする。
- 17:28:25 - 17:28:55 番組宣伝
- 17:28:55 - 17:29 最後に製作クレジット

## 出演者
旅人（？）-　旅人については持ち回りで出演している。
- ローラ（番組最初の旅人）
- 松嶋初音
- 繁田美貴（テレビ東京アナウンサー）
- エメシュ（繁田美貴アナウンサーとの共同出演1回のみ）
- 大竹佐知（テレビ東京アナウンサー）
- kyoco（番組最後の旅人）
- 望月みさ
- 小泉麻耶

ナレーター
- 赤平大 （テレビ東京アナウンサー、SANPOの前の時間帯に放送されているニュース番組「速ホゥ!」にも出演している。また休暇をとった場合はその代行アナがナレーターになる。 放送開始 - ）

## ルール
- 放送開始 -

「一週間のお小遣い」というのがあり、それを一週間自由に使える。というルール。一週間のお小遣いは放送開始時は一万円。 お小遣いの量は減るかもしれない（最初の一週間の残金が3000円より多かったため。）。現在は終了。

## ロケ地
都道府県または市名など・施設又は街など
- 2007年10月第一週 - 神奈川・八景島シーパラダイス、使用した金額：6000円（四捨五入して）

## 番組テーマソング
1. 「ロリポップ」/MIKA
2. 「I.G.Y」/MIKA
3. 「SMILE」/???

## スタッフ
- 製作著作 テレビ東京